# デニス・クーパー

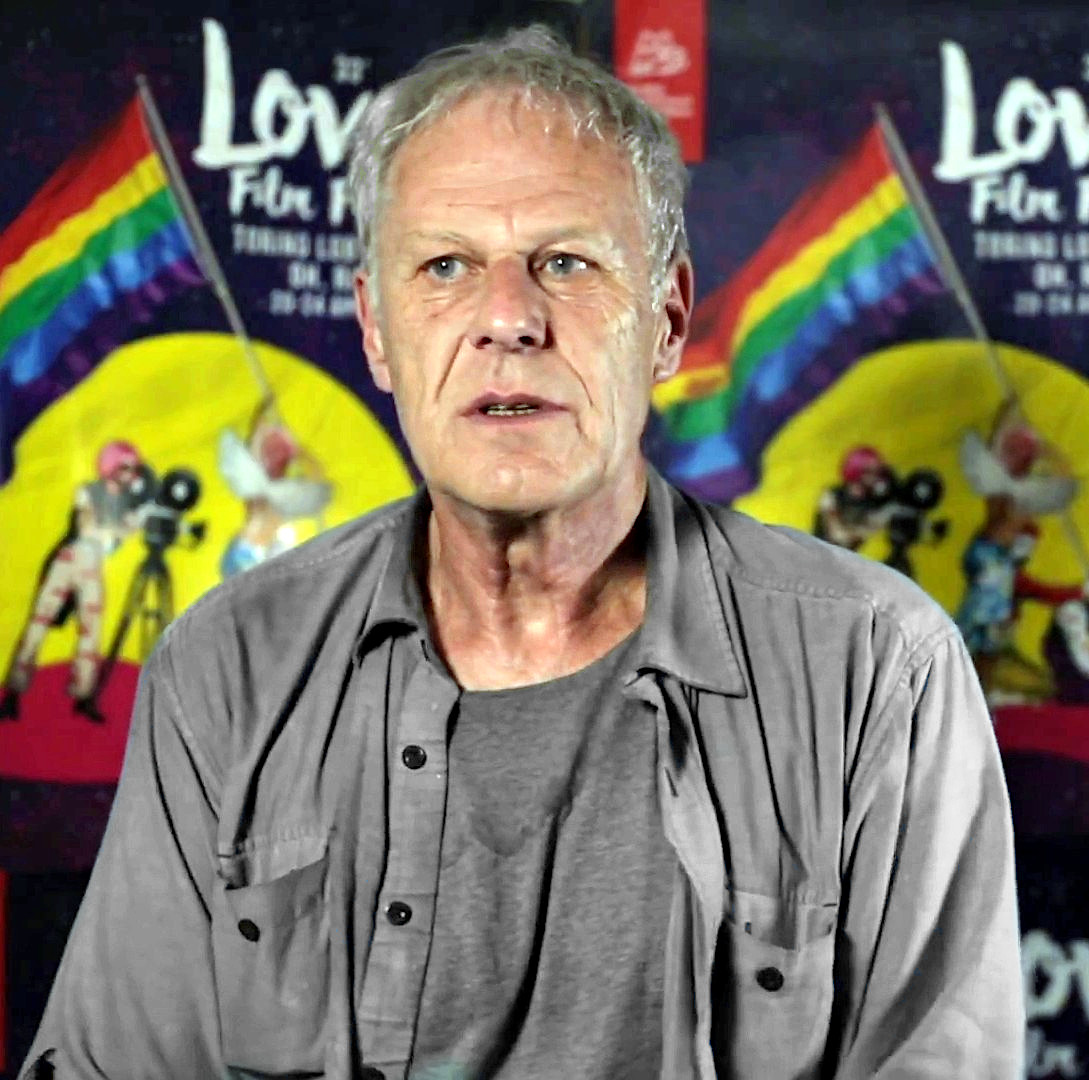

デニス・クーパー (Dennis Cooper, 1953年 - ) は、アメリカ合衆国の小説家、詩人。
カリフォルニア州パサデナ生まれ。ゲイとして知られ、ゲイポルノやバイオレンスを題材にした作品が多い。また近年ではブログや、ジゼル・ヴィエンヌとの舞台作品、GIF小説、映画作品を発表するなど、その活動は多領域に渡る。

## 主な著書
- クローサー ISBN 978-4886825735 （原書 Closer 1989年）
- フリスク ISBN 978-4893421951 （原書 Frisk 1991年）
- その澄んだ狂気に ISBN 978-4886825896 （原書 Wrong 1992年） 短編集
- ジャーク ISBN 978-4560045763 （原書 Jerk 1994年）：風間賢二の翻訳により白水社より刊行
- Try (1994)（未訳）
- Guide (1997)（未訳）
- Period (2000)（未訳）

この内、クローサー、フリスク、Try、Guide、Periodの5作品はGeorge Miles cycleとして、自身の少年時代からの恋人で破局後連絡がつかなくなっていたジョージに捧げられている。しかし、Guide発売直前に、10年前の1987年、既にジョージが自殺していたことを知り、彼がどこかで小説を読んでいることを信じていたデニスは大きな衝撃を受ける。

その後、ジョージにつながる情報を必死で探した結果、デニスはジョージの母親を見つける。彼女と会うことで大きな安らぎを感じ、ようやく5番目となる最後の小説、Periodを書くことになる。

## 映画
Like Cattle Towards Glow（2015、Zac Farlyとの共同監督）
Parmanent Green light　(2018、Zac Farlyとの共同監督）